# (100478) 1996 TW59
(100478) 1996 TW59 es un asteroide perteneciente al cinturón de asteroides, descubierto el 3 de octubre de 1996 por Eric Walter Elst desde el Observatorio de La Silla, Chile.

## Designación y nombre
Designado provisionalmente como 1996 TW59.

## Características orbitales
1996 TW59 está situado a una distancia media del Sol de 2,773 ua, pudiendo alejarse hasta 3,071 ua y acercarse hasta 2,475 ua. Su excentricidad es 0,107 y la inclinación orbital 11,58 grados. Emplea 1687 días en completar una órbita alrededor del Sol.

## Características físicas
La magnitud absoluta de 1996 TW59 es 14,5. Tiene 7,537 km de diámetro y su albedo se estima en 0,062.